# Bōshi
|  | Per a altres significats, vegeu «Boshi». |

Bōshi (帽子) és un especial de televisió japonès produït per NHK Hiroshima. La història tracta d'un vellet rondinaire, "Shunpei", que viu i regenta una antiga botiga en Kure. El drama va ser fet per NHK Hiroshima pel seu vuitanta aniversari el 2008. L'especial ha sigut guardonat amb el 63è premi de TV de Festival d'Art de l'Agència pels Assumptes Culturals en el 2008.